# Ampére
Ampére là một đô thị thuộc bang Paraná, Brasil. Đô thị này có diện tích 298,334 km², dân số năm 2007 là 17830 người, mật độ 58,3 người/km².